# Eletti al Senato della Repubblica nelle elezioni politiche italiane del 1996
Questo elenco riporta i nomi dei senatori della XIII legislatura della Repubblica Italiana dopo le elezioni politiche del 1996, suddivisi per circoscrizione.

## Maggioritario
| Circoscrizione        | Lista                                      | Lista                          | Eletto                        | Collegio              |
| --------------------- | ------------------------------------------ | ------------------------------ | ----------------------------- | --------------------- |
| Piemonte              |                                            | L'Ulivo                        | Livio Besso Cordero           | Ivrea                 |
| Piemonte              | Franco Debenedetti                         | L'Ulivo                        | Torino 1                      |                       |
| Piemonte              | Elvio Fassone                              | L'Ulivo                        | Pinerolo                      |                       |
| Piemonte              | Rocco Larizza                              | L'Ulivo                        | Torino 2                      |                       |
| Piemonte              | Gian Giacomo Migone                        | L'Ulivo                        | Torino 4                      |                       |
| Piemonte              | Alberto Monticone                          | L'Ulivo                        | Moncalieri                    |                       |
| Piemonte              | Enrico Morando                             | L'Ulivo                        | Alessandria                   |                       |
| Piemonte              | Edoardo Ronchi                             | L'Ulivo                        | Torino 3                      |                       |
| Piemonte              | Giovanni Saracco                           | L'Ulivo                        | Asti                          |                       |
| Piemonte              | Giancarlo Tapparo                          | L'Ulivo                        | Settimo Torinese              |                       |
| Piemonte              |                                            | Polo per le Libertà            | Ombretta Fumagalli Carulli    | Vercelli              |
| Piemonte              | Luigi Manfredi                             | Polo per le Libertà            | Verbania                      |                       |
| Piemonte              | Umberto Nicolò Giovanni Sella di Monteluce | Polo per le Libertà            | Biella                        |                       |
| Piemonte              | Giuseppe Vegas                             | Polo per le Libertà            | Novara                        |                       |
| Piemonte              | Tomaso Zanoletti                           | Polo per le Libertà            | Alba                          |                       |
| Piemonte              |                                            | Lega Nord                      | Guido Brignone                | Cuneo                 |
| Piemonte              |                                            | Alleanza dei Progressisti      | Luciano Manzi                 | Rivoli                |
| Lombardia             |                                            | L'Ulivo                        | Roberto Borroni               | Mantova               |
| Lombardia             | Giovanni Bruni                             | L'Ulivo                        | Desenzano del Garda           |                       |
| Lombardia             | Fiorello Cortiana                          | L'Ulivo                        | Rho                           |                       |
| Lombardia             | Leopoldo Elia                              | L'Ulivo                        | Milano 5                      |                       |
| Lombardia             | Loris Giuseppe Maconi                      | L'Ulivo                        | Melzo                         |                       |
| Lombardia             | Tullio Montagna                            | L'Ulivo                        | Pavia                         |                       |
| Lombardia             | Alessandro Pardini                         | L'Ulivo                        | Brescia                       |                       |
| Lombardia             | Gianni Piatti                              | L'Ulivo                        | Lodi                          |                       |
| Lombardia             | Ornella Piloni                             | L'Ulivo                        | Bollate                       |                       |
| Lombardia             | Antonio Pizzinato                          | L'Ulivo                        | Milano - Sesto San Giovanni   |                       |
| Lombardia             | Angelo Rescaglio                           | L'Ulivo                        | Cremona                       |                       |
| Lombardia             | Natale Ripamonti                           | L'Ulivo                        | Cologno Monzese               |                       |
| Lombardia             | Carlo Smuraglia                            | L'Ulivo                        | Rozzano                       |                       |
| Lombardia             | Patrizia Toia                              | L'Ulivo                        | Cinisello Balsamo             |                       |
| Lombardia             | Giancarlo Zilio                            | L'Ulivo                        | Bergamo                       |                       |
| Lombardia             |                                            | Polo per le Libertà            | Domenico Contestabile         | Vigevano              |
| Lombardia             | Riccardo De Corato                         | Polo per le Libertà            | Milano 3                      |                       |
| Lombardia             | Roberto Lasagna                            | Polo per le Libertà            | Milano 4                      |                       |
| Lombardia             | Alfredo Mantica                            | Polo per le Libertà            | Monza                         |                       |
| Lombardia             | Gianfranco Miglio                          | Polo per le Libertà            | Como                          |                       |
| Lombardia             | Piero Pellicini                            | Polo per le Libertà            | Varese                        |                       |
| Lombardia             | Ettore Rotelli                             | Polo per le Libertà            | Seregno                       |                       |
| Lombardia             | Carlo Scognamiglio                         | Polo per le Libertà            | Milano 1                      |                       |
| Lombardia             | Franco Servello                            | Polo per le Libertà            | Abbiategrasso                 |                       |
| Lombardia             | Antonio Tomassini                          | Polo per le Libertà            | Busto Arsizio                 |                       |
| Lombardia             | Saverio Vertone                            | Polo per le Libertà            | Milano 2                      |                       |
| Lombardia             |                                            | Lega Nord                      | Roberto Castelli              | Lecco                 |
| Lombardia             | Massimo Dolazza                            | Lega Nord                      | Treviglio                     |                       |
| Lombardia             | Vito Gnutti                                | Lega Nord                      | Albino                        |                       |
| Lombardia             | Elia Manara                                | Lega Nord                      | Cantù                         |                       |
| Lombardia             | Luigi Peruzzotti                           | Lega Nord                      | Gallarate                     |                       |
| Lombardia             | Fiorello Provera                           | Lega Nord                      | Sondrio                       |                       |
| Lombardia             | Francesco Tabladini                        | Lega Nord                      | Lumezzane                     |                       |
| Lombardia             | Francesco Tirelli                          | Lega Nord                      | Chiari                        |                       |
| Lombardia             |                                            | Alleanza dei Progressisti      | Piergiorgio Bergonzi          | Suzzara               |
| Trentino-Alto Adige   |                                            | L'Abete-SVP-PATT               | Armin Pinggera                | Merano                |
| Trentino-Alto Adige   | Helga Thaler Ausserhofer                   | L'Abete-SVP-PATT               | Bressanone                    |                       |
| Trentino-Alto Adige   |                                            | L'Ulivo                        | Tarcisio Andreolli            | Rovereto              |
| Trentino-Alto Adige   | Alberto Robol                              | L'Ulivo                        | Trento                        |                       |
| Trentino-Alto Adige   |                                            | Polo per le Libertà            | Renzo Gubert                  | Pergine Valsugana     |
| Trentino-Alto Adige   | Adriana Pasquali                           | Polo per le Libertà            | Bolzano                       |                       |
| Veneto                |                                            | L'Ulivo                        | Tino Bedin                    | Abano Terme           |
| Veneto                | Francesco Bortolotto                       | L'Ulivo                        | Vicenza                       |                       |
| Veneto                | Bruno Cazzaro                              | L'Ulivo                        | Chioggia                      |                       |
| Veneto                | Mario Crescenzio                           | L'Ulivo                        | Rovigo                        |                       |
| Veneto                | Paolo Giaretta                             | L'Ulivo                        | Padova - Selvazzano Dentro    |                       |
| Veneto                | Mario Rigo                                 | L'Ulivo                        | Venezia - San Donà di Piave   |                       |
| Veneto                | Giorgio Sarto                              | L'Ulivo                        | Venezia - Spinea              |                       |
| Veneto                | Luigi Viviani                              | L'Ulivo                        | Verona                        |                       |
| Veneto                |                                            | Polo per le Libertà            | Paolo Danieli                 | Villafranca di Verona |
| Veneto                |                                            | Lega Nord                      | Michele Amorena               | Treviso               |
| Veneto                | Renzo Antolini                             | Lega Nord                      | San Bonifacio                 |                       |
| Veneto                | Walter Bianco                              | Lega Nord                      | Conegliano                    |                       |
| Veneto                | Giuseppe Ceccato                           | Lega Nord                      | Schio                         |                       |
| Veneto                | Luciano Gasperini                          | Lega Nord                      | Cittadella                    |                       |
| Veneto                | Luciano Lago                               | Lega Nord                      | Bassano del Grappa            |                       |
| Veneto                | Donato Manfroi                             | Lega Nord                      | Belluno                       |                       |
| Veneto                | Antonio Serena                             | Lega Nord                      | Vittorio Veneto               |                       |
| Friuli-Venezia Giulia |                                            | Polo per le Libertà            | Luciano Callegaro             | Pordenone             |
| Friuli-Venezia Giulia | Giulio Camber                              | Polo per le Libertà            | Trieste                       |                       |
| Friuli-Venezia Giulia | Giovanni Collino                           | Polo per le Libertà            | Udine                         |                       |
| Friuli-Venezia Giulia |                                            | L'Ulivo                        | Darko Bratina                 | Gorizia               |
| Friuli-Venezia Giulia |                                            | Lega Nord                      | Francesco Moro                | Codroipo              |
| Liguria               |                                            | L'Ulivo                        | Giovanni Lorenzo Forcieri     | La Spezia             |
| Liguria               | Carlo Rognoni                              | L'Ulivo                        | Genova - Campomorone          |                       |
| Liguria               | Giovanni Russo                             | L'Ulivo                        | Savona                        |                       |
| Liguria               |                                            | Polo per le Libertà            | Giorgio Bornacin              | San Remo              |
| Liguria               | Luigi Grillo                               | Polo per le Libertà            | Genova - Chiavari             |                       |
| Liguria               |                                            | Alleanza dei Progressisti      | Aurelio Crippa                | Genova - Bargagli     |
| Emilia-Romagna        |                                            | L'Ulivo                        | Silvia Barbieri               | Ferrara               |
| Emilia-Romagna        | Massimo Bonavita                           | L'Ulivo                        | Cesena                        |                       |
| Emilia-Romagna        | Daria Bonfietti                            | L'Ulivo                        | Imola                         |                       |
| Emilia-Romagna        | Pierpaolo Casadei Monti                    | L'Ulivo                        | Ravenna                       |                       |
| Emilia-Romagna        | Michele De Luca                            | L'Ulivo                        | Parma                         |                       |
| Emilia-Romagna        | Fausto Giovanelli                          | L'Ulivo                        | Reggio nell'Emilia            |                       |
| Emilia-Romagna        | Libero Gualtieri                           | L'Ulivo                        | Forlì                         |                       |
| Emilia-Romagna        | Luciano Guerzoni                           | L'Ulivo                        | Modena                        |                       |
| Emilia-Romagna        | Andrea Papini                              | L'Ulivo                        | Piacenza                      |                       |
| Emilia-Romagna        | Sergio Gambini                             | L'Ulivo                        | Rimini                        |                       |
| Emilia-Romagna        | Giancarlo Pasquini                         | L'Ulivo                        | Bologna Centro                |                       |
| Emilia-Romagna        | Claudio Petruccioli                        | L'Ulivo                        | Bologna - Casalecchio di Reno |                       |
| Emilia-Romagna        | Fausto Vigevani                            | L'Ulivo                        | Fidenza                       |                       |
| Emilia-Romagna        |                                            | Alleanza dei Progressisti      | Renato Albertini              | Sassuolo              |
| Emilia-Romagna        | Fausto Cò                                  | Alleanza dei Progressisti      | San Giovanni in Persiceto     |                       |
| Toscana               |                                            | L'Ulivo                        | Pino Arlacchi                 | Sesto Fiorentino      |
| Toscana               | Franco Bassanini                           | L'Ulivo                        | Siena                         |                       |
| Toscana               | Monica Bettoni Brandani                    | L'Ulivo                        | Arezzo                        |                       |
| Toscana               | Stefano Boco                               | L'Ulivo                        | Empoli                        |                       |
| Toscana               | Anna Maria Bucciarelli                     | L'Ulivo                        | Prato                         |                       |
| Toscana               | Umberto Carpi                              | L'Ulivo                        | Pisa                          |                       |
| Toscana               | Vittorio Cecchi Gori                       | L'Ulivo                        | Firenze Nord                  |                       |
| Toscana               | Graziano Cioni                             | L'Ulivo                        | Firenze - Scandicci           |                       |
| Toscana               | Ottaviano Del Turco                        | L'Ulivo                        | Grosseto                      |                       |
| Toscana               | Stefano Passigli                           | L'Ulivo                        | Pistoia                       |                       |
| Toscana               | Patrizio Petrucci                          | L'Ulivo                        | Lucca                         |                       |
| Toscana               | Salvatore Senese                           | L'Ulivo                        | Pontedera                     |                       |
| Toscana               |                                            | Alleanza dei Progressisti      | Fausto Marchetti              | Carrara               |
| Toscana               | Ersilia Salvato                            | Alleanza dei Progressisti      | Livorno                       |                       |
| Umbria                |                                            | L'Ulivo                        | Carlo Carpinelli              | Orvieto               |
| Umbria                | Pierluigi Castellani                       | L'Ulivo                        | Foligno                       |                       |
| Umbria                | Guido De Guidi                             | L'Ulivo                        | Terni                         |                       |
| Umbria                | Stefano Semenzato                          | L'Ulivo                        | Città di Castello             |                       |
| Umbria                |                                            | Alleanza dei Progressisti      | Leonardo Caponi               | Perugia               |
| Marche                |                                            | L'Ulivo                        | Guido Calvi                   | Ancona                |
| Marche                | Giovanni Ferrante                          | L'Ulivo                        | Ascoli Piceno                 |                       |
| Marche                | Angelo Giorgianni                          | L'Ulivo                        | Fano                          |                       |
| Marche                | Luigi Manconi                              | L'Ulivo                        | Macerata                      |                       |
| Marche                | Maurizio Pieroni                           | L'Ulivo                        | Civitanova Marche             |                       |
| Marche                | Palmiro Ucchielli                          | L'Ulivo                        | Pesaro                        |                       |
| Lazio                 |                                            | L'Ulivo                        | Gavino Angius                 | Rieti                 |
| Lazio                 | Massimo Brutti                             | L'Ulivo                        | Roma - Tuscolano              |                       |
| Lazio                 | Antonio Capaldi                            | L'Ulivo                        | Viterbo                       |                       |
| Lazio                 | Franca D'Alessandro Prisco                 | L'Ulivo                        | Roma - Ciampino               |                       |
| Lazio                 | Athos De Luca                              | L'Ulivo                        | Roma - Ostiense               |                       |
| Lazio                 | Lino Diana                                 | L'Ulivo                        | Frosinone                     |                       |
| Lazio                 | Antonio Falomi                             | L'Ulivo                        | Roma - Prenestino             |                       |
| Lazio                 | Severino Lavagnini                         | L'Ulivo                        | Marino                        |                       |
| Lazio                 | Carla Mazzuca Poggiolini                   | L'Ulivo                        | Roma - Val Melaina            |                       |
| Lazio                 | Giorgio Mele                               | L'Ulivo                        | Roma - Primavalle             |                       |
| Lazio                 | Carla Rocchi                               | L'Ulivo                        | Roma - Gianicolense           |                       |
| Lazio                 | Cesare Salvi                               | L'Ulivo                        | Roma - Collatino              |                       |
| Lazio                 | Maria Antonietta Sartori                   | L'Ulivo                        | Guidonia - Montecelio         |                       |
| Lazio                 |                                            | Polo per le Libertà            | Franco Fausti                 | Terracina             |
| Lazio                 | Domenico Fisichella                        | Polo per le Libertà            | Roma - Trieste                |                       |
| Lazio                 | Giulio Maceratini                          | Polo per le Libertà            | Roma Centro                   |                       |
| Lazio                 | Bruno Magliocchetti                        | Polo per le Libertà            | Cassino                       |                       |
| Lazio                 | Lodovico Pace                              | Polo per le Libertà            | Roma - Fiumicino              |                       |
| Lazio                 | Mario Palombo                              | Polo per le Libertà            | Velletri                      |                       |
| Lazio                 | Riccardo Pedrizzi                          | Polo per le Libertà            | Latina                        |                       |
| Lazio                 | Giuseppe Valentino                         | Polo per le Libertà            | Civitavecchia                 |                       |
| Abruzzo               |                                            | L'Ulivo                        | Ferdinando Di Orio            | L'Aquila              |
| Abruzzo               | Giovanni Polidoro                          | L'Ulivo                        | Chieti                        |                       |
| Abruzzo               | Angelo Staniscia                           | L'Ulivo                        | Lanciano                      |                       |
| Abruzzo               | Bruno Viserta Costantini                   | L'Ulivo                        | Pescara                       |                       |
| Abruzzo               |                                            | Polo per le Libertà            | Carla Castellani              | Teramo                |
| Molise                |                                            | L'Ulivo                        | Luigi Biscardi                | Campobasso            |
| Molise                | Antonino Valletta                          | L'Ulivo                        | Isernia                       |                       |
| Campania              |                                            | L'Ulivo                        | Raffaele Bertoni              | Napoli - Fuorigrotta  |
| Campania              | Guido De Martino                           | L'Ulivo                        | Casoria                       |                       |
| Campania              | Lorenzo Diana                              | L'Ulivo                        | Aversa                        |                       |
| Campania              | Eugenio Mario Donise                       | L'Ulivo                        | Pozzuoli                      |                       |
| Campania              | Mario D'Urso                               | L'Ulivo                        | Castellammare di Stabia       |                       |
| Campania              | Giovanni Lubrano di Ricco                  | L'Ulivo                        | Giugliano in Campania         |                       |
| Campania              | Nicola Mancino                             | L'Ulivo                        | Avellino                      |                       |
| Campania              | Aldo Masullo                               | L'Ulivo                        | Nola                          |                       |
| Campania              | Maria Grazia Pagano                        | L'Ulivo                        | Napoli - Arenella             |                       |
| Campania              | Aniello Palumbo                            | L'Ulivo                        | Pomigliano d'Arco             |                       |
| Campania              | Enrico Pelella                             | L'Ulivo                        | Torre del Greco               |                       |
| Campania              | Massimo Villone                            | L'Ulivo                        | Napoli Centro                 |                       |
| Campania              | Ortensio Zecchino                          | L'Ulivo                        | Ariano Irpino                 |                       |
| Campania              |                                            | Polo per le Libertà            | Carmine Cozzolino             | Nocera Inferiore      |
| Campania              | Vincenzo De Masi                           | Polo per le Libertà            | Salerno                       |                       |
| Campania              | Carmine De Santis                          | Polo per le Libertà            | Caserta                       |                       |
| Campania              | Alessandro Meluzzi                         | Polo per le Libertà            | Agropoli                      |                       |
| Campania              | Roberto Napoli                             | Polo per le Libertà            | Battipaglia                   |                       |
| Campania              | Davide Nava                                | Polo per le Libertà            | Benevento                     |                       |
| Campania              | Emiddio Novi                               | Polo per le Libertà            | Santa Maria Capua Vetere      |                       |
| Campania              |                                            | Alleanza dei Progressisti      | Antonio Carcarino             | Portici               |
| Campania              | Luigi Marino                               | Alleanza dei Progressisti      | Napoli - Ponticelli           |                       |
| Puglia                |                                            | Polo per le Libertà            | Francesco Saverio Biasco      | Foggia                |
| Puglia                | Ettore Bucciero                            | Polo per le Libertà            | Bari Centro                   |                       |
| Puglia                | Rosario Giorgio Costa                      | Polo per le Libertà            | Casarano                      |                       |
| Puglia                | Euprepio Curto                             | Polo per le Libertà            | Francavilla Fontana           |                       |
| Puglia                | Ida Maria Dentamaro                        | Polo per le Libertà            | Bari - Bitonto                |                       |
| Puglia                | Mario Greco                                | Polo per le Libertà            | Andria                        |                       |
| Puglia                | Antonio Lisi                               | Polo per le Libertà            | Lecce                         |                       |
| Puglia                | Vittorio Mundi                             | Polo per le Libertà            | San Severo                    |                       |
| Puglia                | Ferdinando Pappalardo                      | Polo per le Libertà            | Altamura                      |                       |
| Puglia                | Giuseppe Specchia                          | Polo per le Libertà            | Brindisi                      |                       |
| Puglia                |                                            | L'Ulivo                        | Giuseppe Ayala                | Molfetta              |
| Puglia                | Giovanni Vittorio Battafarano              | L'Ulivo                        | Taranto                       |                       |
| Puglia                | Francesco Carella                          | L'Ulivo                        | Manfredonia                   |                       |
| Puglia                | Nicola Fusillo                             | L'Ulivo                        | Monopoli                      |                       |
| Puglia                | Rocco Vito Loreto                          | L'Ulivo                        | Martina Franca                |                       |
| Puglia                | Maria Rosaria Manieri                      | L'Ulivo                        | Nardò                         |                       |
| Basilicata            |                                            | L'Ulivo                        | Romualdo Coviello             | Lauria                |
| Basilicata            | Vito Gruosso                               | L'Ulivo                        | Melfi                         |                       |
| Basilicata            | Silvano Micele                             | L'Ulivo                        | Potenza                       |                       |
| Basilicata            | Valerio Mignone                            | L'Ulivo                        | Pisticci                      |                       |
| Basilicata            | Adriano Ossicini                           | L'Ulivo                        | Matera                        |                       |
| Calabria              |                                            | Polo per le Libertà            | Giuseppe Camo                 | Castrovillari         |
| Calabria              | Vincenzo Mungari                           | Polo per le Libertà            | Crotone                       |                       |
| Calabria              | Bruno Napoli                               | Polo per le Libertà            | Palmi                         |                       |
| Calabria              | Renato Meduri                              | Polo per le Libertà            | Reggio di Calabria            |                       |
| Calabria              |                                            | L'Ulivo                        | Luigi Lombardi Satriani       | Vibo Valentia         |
| Calabria              | Cesare Marini                              | L'Ulivo                        | Corigliano Calabro            |                       |
| Calabria              | Massimo Veltri                             | L'Ulivo                        | Cosenza                       |                       |
| Calabria              | Donato Veraldi                             | L'Ulivo                        | Catanzaro                     |                       |
| Sicilia               |                                            | Polo per le Libertà            | Antonio Battaglia             | Bagheria              |
| Sicilia               | Roberto Centaro                            | Polo per le Libertà            | Siracusa                      |                       |
| Sicilia               | Melchiorre Cirami                          | Polo per le Libertà            | Agrigento                     |                       |
| Sicilia               | Vito Cusimano                              | Polo per le Libertà            | Catania - Misterbianco        |                       |
| Sicilia               | Antonio D'Alì                              | Polo per le Libertà            | Marsala                       |                       |
| Sicilia               | Giuseppe Firrarello                        | Polo per le Libertà            | Acireale                      |                       |
| Sicilia               | Basilio Germanà                            | Polo per le Libertà            | Barcellona Pozzo di Gotto     |                       |
| Sicilia               | Enrico La Loggia                           | Polo per le Libertà            | Palermo - Capaci              |                       |
| Sicilia               | Baldassare Lauria                          | Polo per le Libertà            | Mazara del Vallo              |                       |
| Sicilia               | Saverio Salvatore Porcari                  | Polo per le Libertà            | Palermo Centro                |                       |
| Sicilia               | Salvatore Ragno                            | Polo per le Libertà            | Messina                       |                       |
| Sicilia               | Renato Schifani                            | Polo per le Libertà            | Monreale                      |                       |
| Sicilia               | Franco Zeffirelli                          | Polo per le Libertà            | Catania Centro                |                       |
| Sicilia               |                                            | L'Ulivo                        | Domenico Barrile              | Sciacca               |
| Sicilia               | Michele Lauria                             | L'Ulivo                        | Enna                          |                       |
| Sicilia               | Antonio Montagnino                         | L'Ulivo                        | Gela                          |                       |
| Sicilia               | Mario Occhipinti                           | L'Ulivo                        | Avola                         |                       |
| Sicilia               | Rosario Pettinato                          | L'Ulivo                        | Paternò                       |                       |
| Sicilia               | Giovanni Russo Spena                       | L'Ulivo                        | Palermo Sud                   |                       |
| Sicilia               | Concetto Scivoletto                        | L'Ulivo                        | Ragusa                        |                       |
| Sardegna              |                                            | L'Ulivo-Partito Sardo d'Azione | Antonello Cabras              | Carbonia              |
| Sardegna              | Rossano Caddeo                             | L'Ulivo-Partito Sardo d'Azione | Oristano                      |                       |
| Sardegna              | Franco Meloni                              | L'Ulivo-Partito Sardo d'Azione | Sassari                       |                       |
| Sardegna              | Giovanni Murineddu                         | L'Ulivo-Partito Sardo d'Azione | Olbia                         |                       |
| Sardegna              | Gianni Nieddu                              | L'Ulivo-Partito Sardo d'Azione | Nuoro                         |                       |
| Sardegna              |                                            | Polo per le Libertà            | Valentino Martelli            | Cagliari              |
| Valle d'Aosta         |                                            | Pour Vallée d'Aoste            | Guido Dondeynaz               | Aosta                 |

## Proporzionale
| Circoscrizione        | Lista                  | Lista                              | Eletto                     |
| --------------------- | ---------------------- | ---------------------------------- | -------------------------- |
| Piemonte              |                        | L'Ulivo                            | Sergio Vedovato            |
| Piemonte              |                        | Polo per le Libertà                | Eugenio Filograna          |
| Piemonte              | Jas Gawronski          | Polo per le Libertà                |                            |
| Piemonte              | Maria Grazia Siliquini | Polo per le Libertà                |                            |
| Piemonte              |                        | Lega Nord                          | Luciano Lorenzi            |
| Piemonte              | Marco Preioni          | Lega Nord                          |                            |
| Lombardia             |                        | L'Ulivo                            | Anna Maria Bernasconi      |
| Lombardia             | Felice Besostri        | L'Ulivo                            |                            |
| Lombardia             | Antonio Duva           | L'Ulivo                            |                            |
| Lombardia             | Vera Squarcialupi      | L'Ulivo                            |                            |
| Lombardia             |                        | Polo per le Libertà                | Michele Bucci              |
| Lombardia             | Antonino Caruso        | Polo per le Libertà                |                            |
| Lombardia             | Enrico Pianetta        | Polo per le Libertà                |                            |
| Lombardia             | Enrico Rizzi           | Polo per le Libertà                |                            |
| Lombardia             | Sergio Travaglia       | Polo per le Libertà                |                            |
| Lombardia             |                        | Lega Nord                          | Sergio Rossi               |
| Lombardia             | Francesco Speroni      | Lega Nord                          |                            |
| Lombardia             | Massimo Wilde          | Lega Nord                          |                            |
| Trentino-Alto Adige   |                        | Polo per le Libertà                | Ivo Tarolli                |
| Veneto                |                        | L'Ulivo                            | Stelio De Carolis          |
| Veneto                | Bianca Maria Fiorillo  | L'Ulivo                            |                            |
| Veneto                |                        | Polo per le Libertà                | Dino De Anna               |
| Veneto                | Giuseppe Maggiore      | Polo per le Libertà                |                            |
| Veneto                | Marco Toniolli         | Polo per le Libertà                |                            |
| Veneto                |                        | Lega Nord                          | Enrico Jacchia             |
| Friuli-Venezia Giulia |                        | L'Ulivo                            | Fulvio Camerini            |
| Friuli-Venezia Giulia |                        | Lega Nord                          | Roberto Visentin           |
| Liguria               |                        | L'Ulivo                            | Maria Grazia Daniele Galdi |
| Liguria               |                        | Polo per le Libertà                | Giulio Mario Terracini     |
| Liguria               |                        | Lega Nord                          | Roberto Avogadro           |
| Emilia-Romagna        |                        | Polo per le Libertà                | Giuseppe Basini            |
| Emilia-Romagna        | Giampaolo Bettamio     | Polo per le Libertà                |                            |
| Emilia-Romagna        | Furio Bosello          | Polo per le Libertà                |                            |
| Emilia-Romagna        | Augusto Cortelloni     | Polo per le Libertà                |                            |
| Emilia-Romagna        | Gian Guido Folloni     | Polo per le Libertà                |                            |
| Emilia-Romagna        |                        | Lega Nord                          | Adriano Colla              |
| Toscana               |                        | Polo per le Libertà                | Massimo Baldini            |
| Toscana               | Francesco Bosi         | Polo per le Libertà                |                            |
| Toscana               | Italo Marri            | Polo per le Libertà                |                            |
| Toscana               | Marcello Pera          | Polo per le Libertà                |                            |
| Toscana               | Giuseppe Turini        | Polo per le Libertà                |                            |
| Umbria                |                        | Polo per le Libertà                | Franco Asciutti            |
| Umbria                | Maurizio Ronconi       | Polo per le Libertà                |                            |
| Marche                |                        | Polo per le Libertà                | Luciano Magnalbò           |
| Marche                | Francesca Scopelliti   | Polo per le Libertà                |                            |
| Lazio                 |                        | L'Ulivo                            | Gerardo Agostini           |
| Lazio                 | Tana De Zulueta        | L'Ulivo                            |                            |
| Lazio                 | Vittorio Parola        | L'Ulivo                            |                            |
| Lazio                 |                        | Polo per le Libertà                | Michele Bonatesta          |
| Lazio                 | Francesco D'Onofrio    | Polo per le Libertà                |                            |
| Lazio                 | Romano Misserville     | Polo per le Libertà                |                            |
| Lazio                 | Cosimo Ventucci        | Polo per le Libertà                |                            |
| Abruzzo               |                        | Polo per le Libertà                | Doriano Di Benedetto       |
| Abruzzo               | Andrea Pastore         | Polo per le Libertà                |                            |
| Campania              |                        | L'Ulivo                            | Antonio Conte              |
| Campania              | Giovanni Iuliano       | L'Ulivo                            |                            |
| Campania              | Michele Pinto          | L'Ulivo                            |                            |
| Campania              |                        | Polo per le Libertà                | Tancredi Cimmino           |
| Campania              | Salvatore Lauro        | Polo per le Libertà                |                            |
| Campania              | Michele Florino        | Polo per le Libertà                |                            |
| Campania              | Francesco Pontone      | Polo per le Libertà                |                            |
| Campania              | Filippo Reccia         | Polo per le Libertà                |                            |
| Puglia                |                        | Polo per le Libertà                | Antonio Azzollini          |
| Puglia                | Ernesto Maggi          | Polo per le Libertà                |                            |
| Puglia                | Vincenzo Ruggero Manca | Polo per le Libertà                |                            |
| Puglia                |                        | L'Ulivo                            | Bruno Erroi                |
| Puglia                | Luigi Follieri         | L'Ulivo                            |                            |
| Puglia                | Giovanni Pellegrino    | L'Ulivo                            |                            |
| Basilicata            |                        | Polo per le Libertà                | Giuseppe Brienza           |
| Basilicata            | Antonino Monteleone    | Polo per le Libertà                |                            |
| Calabria              |                        | Polo per le Libertà                | Agazio Loiero              |
| Calabria              | Francesco Bevilacqua   | Polo per le Libertà                |                            |
| Calabria              |                        | L'Ulivo                            | Antonella Bruno Ganeri     |
| Sicilia               |                        | Polo per le Libertà                | Riccardo Minardo           |
| Sicilia               |                        | L'Ulivo                            | Ludovico Corrao            |
| Sicilia               | Michele Figurelli      | L'Ulivo                            |                            |
| Sicilia               | Angelo Lauricella      | L'Ulivo                            |                            |
| Sicilia               | Giuseppe Lo Curzio     | L'Ulivo                            |                            |
| Sicilia               |                        | Lista Pannella-Sgarbi              | Pietro Milio               |
| Sicilia               |                        | Movimento Sociale Fiamma Tricolore | Luigi Caruso               |
| Sardegna              |                        | Polo per le Libertà                | Nanni Campus               |
| Sardegna              | Adolfo Manis           | Polo per le Libertà                |                            |
| Sardegna              | Giuseppe Mulas         | Polo per le Libertà                |                            |